# Бисаку, Леонард
Леонард Бисаку (хорв. Leonard Bisaku; род. 22 октября 1974 года, Загреб, СР Хорватия, СФРЮ) — хорватский футболист, полузащитник.

## Карьера
Леонард Бисаку родился 22 октября 1974 года в Загребе в семье косовских ювелиров. Воспитанник «Хайдука» из Сплита. В конце 1990-х — начале 2000-х провёл более ста матчей в Первой лиге, выступая за клубы «Хайдук», «Цибалия», «Славен Белупо» и «Хрватски Драговоляц». Летом 2002 года уехал в Южную Корею, подписав контракт с клубом «Пхохан Стилерс». Дебютировал 24 июля в матче против «Тэджон Ситизен». Первый гол забил 18 августа в ворота «Пусан Ай Парк». Зимой 2003 года перешёл в «Соннам Ильва». Дебютировал 30 июля в игре с «Сувон Блюуингз». Единственным забитым мячом отличился 5 ноября в матче против «Кимчхон Санму». Зимой 2004 года вернулся на родину, присоединившись к клубу «Риека», за который провёл только один матч. Спустя год уехал в Боснию и Герцеговину, перейдя в клуб «Посушье». 4 апреля 2006 года подписал контракт с клубом MLS «Коламбус Крю». Дебютировал 13 мая в матче против «Колорадо Рэпидз», заменив на 60-й минуте Себастьяна Розенталя. Единственный гол забил 3 июня в ворота «Далласа», открыв счёт спустя четыре минуты после выхода на замену Неду Грабавою. По окончании сезона был отпущен и завершил карьеру.